# Classe T 47
Pour les autres classes de navires du même nom, voir classe T.
La classe T 47 constitue la première série des escorteurs d'escadre de la Marine nationale. Ils furent, avec les escorteurs rapides les avisos escorteurs et les escorteurs côtiers, parmi les premiers bâtiments de surface construits en France après la Seconde Guerre mondiale.
À la suite des "T 47", fut construite une série de cinq escorteurs d'escadre  désignés "T 53", de caractéristiques générales similaires mais spécialement aménagés pour la conduite des missions aériennes. Dotés à cet effet de moyens de détection aérienne plus performants, ils pouvaient tenir le rôle de "Piquet radar" pour l'éclairage d'une force navale.

## Conception

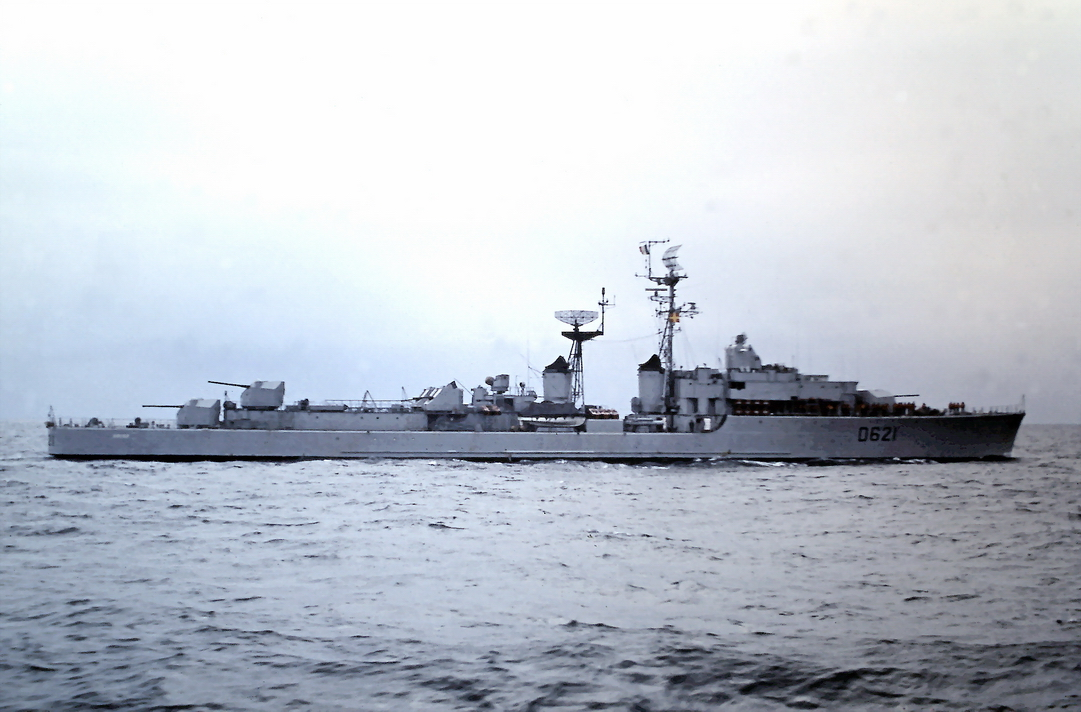
Le Surcouf (D621) en 1970.

Douze navires ont été construits entre 1955 et 1957. Cette classe était dérivée des contre-torpilleurs de classe Mogador  entrés en service en 1939-1940.
L'armement des « T 47 »  était polyvalent, à la fois anti-navire, anti-aérien et anti-sous-marin. Ils furent conçus pour servir essentiellement à l'escorte d'une force navale comprenant un porte-avions, d'où cette appellation nouvelle d'escorteur d'escadre plus conforme à leur mission, que celle de contre-torpilleurs.
Les navires ont été modernisés dans les années 1960. Ils furent désarmés dans les années 1980 pour être remplacés par les frégates anti-sous-marine classe Georges Leygues et anti-aériennes classe Cassard.

## Modernisation
Les bâtiments conducteurs de flottilles : (CDF)
- Trois unités (Surcouf, Cassard, Chevalier Paul) furent aménagées en conducteurs de flottille entre 1960 et 1962. Les transformations ont essentiellement porté sur un agrandissement du roof arrière et du bloc passerelle, afin de loger à bord un amiral, son état major et ses moyens de commandement (PC opérations et "passerelle amiral" avec un abri vitré). À cette fin, l'affût avant de 57 mm et les deux plateformes de tubes lance-torpilles longues de  550 mm, placées à l'arrière, ont été débarquées. 
L'armement se composait alors de :
  - 3 tourelles doubles de 127 mm CAD
  - 2 affûts doubles de 57 mm CAD
  - 2 canons de 20 mm
  - 2 plateformes triples de tubes lance-torpilles ASM de 550 mm

Les bâtiments lance-missiles : (BLM)

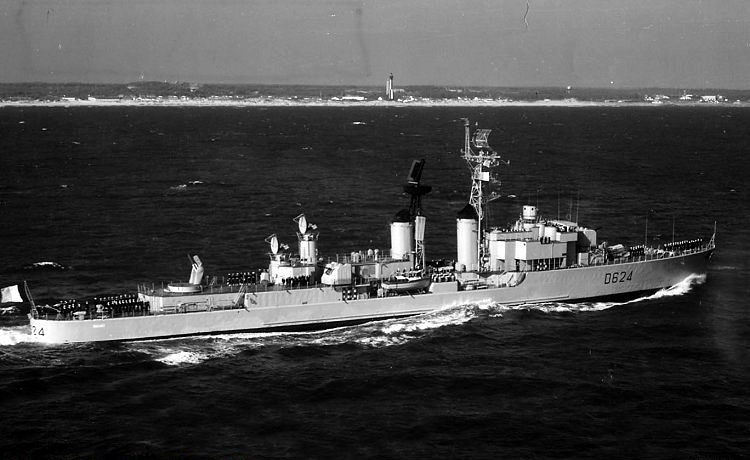
Le Bouvet (D624) refondu "Tartar" en 1965.

- Quatre unités (Bouvet, Kersaint, Dupetit-Thouars, Du Chayla) furent refondues entre 1961 et 1965 pour devenir des bâtiments lance-missiles mer-air. 
En juillet 1958, les États-Unis[3]  proposent à la France de fournir gratuitement le système d'armes RIM-24 Tartar (Missiles, rampe de lancement, conduite de tir et radar tridimensionnel). La refonte du bâtiment et la maintenance du système d'arme restant à la charge du pays bénéficiaire. En avril 1959, la Marine nationale répond favorablement à cette offre et demande à ces conditions la livraison de quatre systèmes d'arme Tartar pour 4 T47B, au rythme d'un par an, à partir de l'été 1961. 
En juillet 1959, l'organisme américain M.A.A.G. indique que le premier système sera livrée au cours du second semestre 1961, et précise que le bâtiment receveur devra être "Earmarked for NATO Command", ce que le gouvernement français accepte sans réserve. Mais en novembre 1959 le M.A.A.G. signale que l'aide militaire américaine aux Alliés est restreinte et qu'en conséquence la livraison des trois derniers systèmes ne sera plus gratuite. Effectivement, seul le premier système d'arme, installé sur le Dupetit-Thouars sera offert par les  États-Unis[4]. 
Après cette refonte Tartar leurs équipages furent réduit à 277 hommes et leur armement était de :
  - 1 rampe simple Tartar MK13 (40 missiles en soute)
  - 3 affûts doubles de 57 mm
  - 1 lance-roquette ASM sextuple de 375 mm
  - 2 plateformes triples de tubes lance-torpilles ASM de 550 mm

Le bâtiments anti sous-marins : (BASM)
- Cinq unités (D'Estrées, Maillé-Brézé, Vauquelin, Casabianca, Guépratte)  furent refondues à partir de décembre 1965 (D'Estrées) pour redevenir opérationnels en janvier 1971 (Guépratte) comme bâtiments de lutte anti-sous-marine. Ils furent les premiers bâtiments de la Marine nationale à embarquer un sonar remorqué à immersion variable pour détecter les sous marins. Après cette refonte Malafon leur armement était de :
  - 2 tourelles simples 100 mm GIAT
  - 1 lanceur de missiles ASM Malafon
  - 2 canons de 20 mm
  - 1 lance-roquettes ASM sextuple de 375 mm[5]
  - 2 plateformes triples de tubes lance-torpilles ASM de 550 mm

## Les unités du type T 47
| Indicatif visuel | Nom             | Chantier naval                           | Lancement         | Armement          | Modernisation            | Fin de carrière                                                                             |
| ---------------- | --------------- | ---------------------------------------- | ----------------- | ----------------- | ------------------------ | ------------------------------------------------------------------------------------------- |
| D621             | Surcouf         | Arsenal de Lorient                       | octobre 1953      | 1er novembre 1955 | Conducteur de flottille  | Abordé le 6 juin 1971; coulé comme navire cible en mai 1972                                 |
| D622             | Kersaint        | Arsenal de Lorient                       | octobre 1953      | 20 mars 1956      | Bâtiment lance-missiles  | désarmé le 23 mai 1985; coulé comme navire cible en mai 1986                                |
| D623             | Cassard         | Ateliers et chantiers de Bretagne Nantes | mai 1953          | 14 avril 1956     | Conducteur de flottille  | Désarmé le 1er octobre 1974; démantelé en 1990                                              |
| D624             | Bouvet          | Arsenal de Lorient                       | octobre 1953      | 13 mai 1956       | Bâtiment lance-missiles  | désarmé le 1er janvier 1982; brise lames à Lorient de 1982 à 2012; démantelé en 2013 à Gand |
| D625             | Dupetit-Thouars | Arsenal de Brest                         | février 1954      | 15 septembre 1956 | Bâtiment lance-missiles  | désarmé en avril 1988                                                                       |
| D626             | Chevalier Paul  | Forges et Chantiers de la Gironde        | juillet 1953      | 22 décembre 1956  | Conducteur de flottille  | désarmé en juin 1971; coulé comme navire cible en mai 1987                                  |
| D627             | Maillé-Brézé    | Arsenal de Lorient                       | 2 juillet 1955    | 4 mai 1957        | Bâtiment anti sous-marin | désarmé le 1er avril 1988; navire musée à Nantes                                            |
| D628             | Vauquelin       | Arsenal de Lorient                       | 26 septembre 1954 | 3 novembre 1956   | Bâtiment anti sous-marin | désarmé le 6 novembre 1986; coulé comme navire cible le 13 février 2004                     |
| D629             | D'Estrées       | Arsenal de Brest                         | 27 novembre 1954  | 4 juin 1957       | Bâtiment anti sous-marin | désarmé le 3 juillet 1985; coulé comme navire cible le 12 septembre 2001                    |
| D630             | Du Chayla       | Arsenal de Brest                         | 27 février 1954   | 4 juin 1957       | Bâtiment lance-missiles  | désarmé le 15 novembre 1991; coulé comme navire cible en septembre 2001                     |
| D631             | Casabianca      | Forges et chantiers de la Gironde        | 13 novembre 1954  | 4 mai 1957        | Bâtiment anti sous-marin | désarmé le 7 septembre 1984; démantelé en 1987                                              |
| D632             | Guépratte       | Ateliers et Chantiers de Bretagne Nantes | 8 novembre 1954   | 6 juin 1957       | Bâtiment anti sous-marin | désarmé le 5 août 1985; coulé comme navire cible le 9 novembre 1994                         |

## Sources
- (en) Cet article est partiellement ou en totalité issu de l’article de Wikipédia en anglais intitulé « T 47-class destroyer » (voir la liste des auteurs).